# Ernst-Rudolf Schloeßmann
Ernst-Rudolf Schloeßmann (* 30. September 1911 in Magdeburg; † 30. Juni 1993) war ein deutscher Manager, Jurist und Mäzen. Er ist Namensgeber der Ernst-Rudolf-Schloeßmann-Stiftung der Max-Planck-Gesellschaft.

## Leben
Schloeßmann promovierte 1936 zum Dr. jur. und war zunächst als Rechtsanwalt tätig.
In den 1950er Jahren war er in der deutschen Versicherungswirtschaft beschäftigt. Ab 1952 bis zu seiner Pensionierung 1973 war er Mitglied des Vorstandes bzw. Direktor der Hermes Kreditversicherungs-AG in Hamburg.
Zudem war er stellvertretender Vorsitzender des Aufsichtsrates der Wohnhaus-Grundstücks-Verwertungs-AG in Berlin.
1962 wurde er Persönlich Förderndes Mitglied der Max-Planck-Gesellschaft, deren Arbeit er großzügig mit Spenden unterstützte.
Nach seiner Pensionierung 1973 zog er nach Rottach-Egern.
1993 starb Schloeßmann im Alter von 81 Jahren bei einem Unfall. Sein Vermögen hinterließ er, der selbst keine Nachkommen hatte, der Max-Planck-Gesellschaft.
Bekanntheit erlangte er vor allem durch die nach ihm benannte Stiftung, die sich der Förderung der Wissenschaft verschreibt. Die Ernst-Rudolf-Schloeßmann-Stiftung veranstaltet Seminare, verleiht Preise („Schloessmann Awards“) und vergibt Stipendien an Nachwuchswissenschaftler.

## Schriften
- Die Rechtsform in der deutschen Lebensversicherung. Aktiengesellschaft und Gegenseitigkeitsverein. Triltsch & Huther, Berlin 1936 (Zugleich: Dissertation, Universität Erlangen, 1937).